# Bombolo

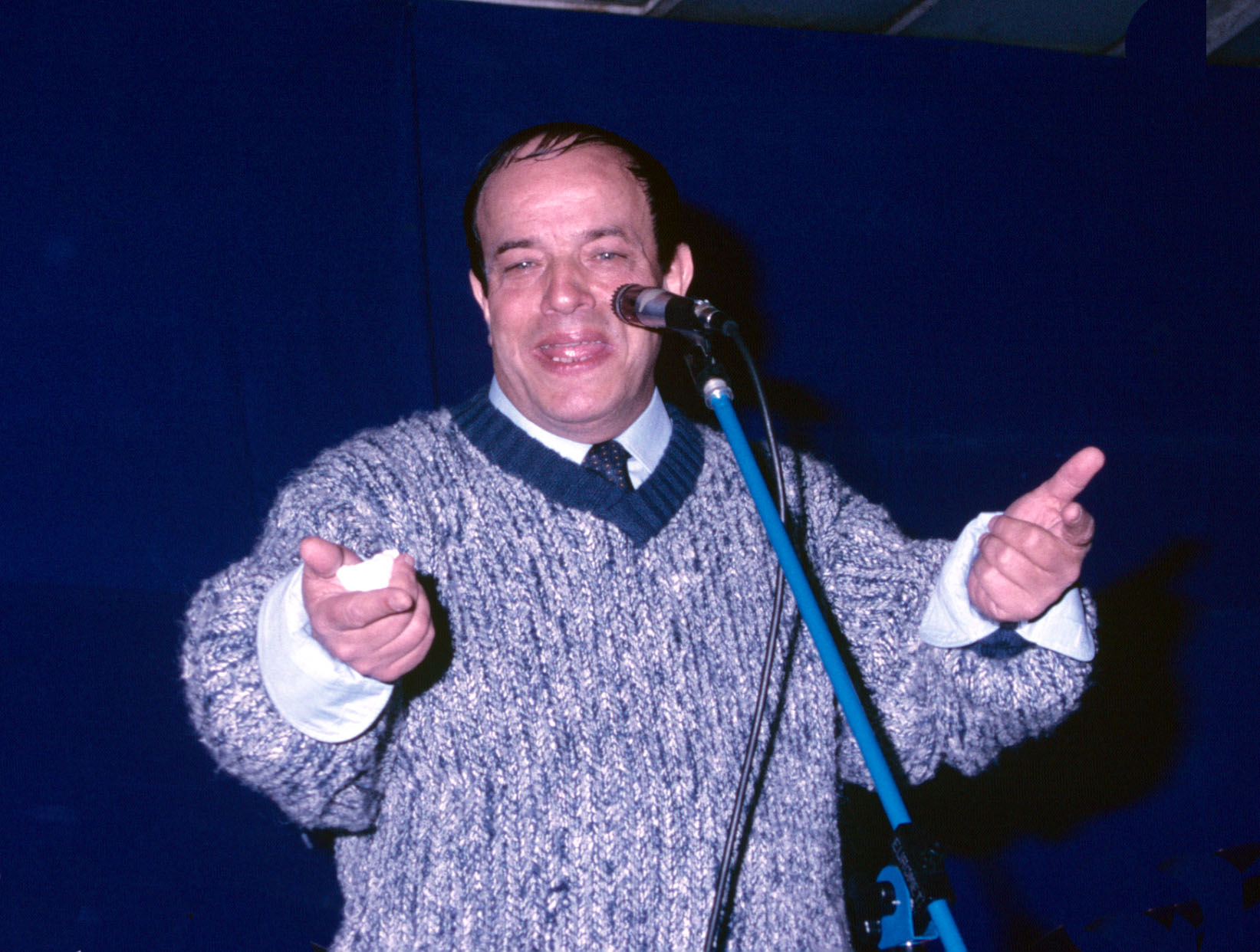
Bombolo, 1983

Bombolo (wörtlich: „Ballon“; eigentlich Franco Lechner; * 22. Mai 1931 in Rom; † 21. August 1987 ebenda) war ein italienischer Komiker.

## Leben
Bombolo wurde unter seinem bürgerlichen Namen Franco Lechner im römischen Stadtteil Ponte geboren. Lange Jahre verdiente er sich seinen Lebensunterhalt als Straßenhändler, der am Campo de’ Fiori Touristen Tassen, Badetücher und Sonnenschirme verkaufte. Entdeckt von Drehbuchautor und Regisseur Bruno Corbucci, widmete sich Bombolo (der „Ballon“) ab 1976 der Schauspielerei. Er gehörte am „Bagaglino“ der von Pier Francesco Pingitore und Mario Castellacci geleiteten Komikertruppe an und trat in dessen Theaterproduktionen auf. Beim Film spielte der massige, in seiner Kommunikation oft überdrehende, mit unvergleichbarer Mimik ausgestattete Darsteller fast ausschließlich unter seinem Entdecker Corbucci und seinem Förderer Pingitore. In den Filmen um „Nico Giraldi“ (im deutschsprachigen Raum oft als „Superbulle“, später als „Schlitzohr“ vermarktet), stellte Bombolo dessen trotteligen, kopfnussempfangenden Zuarbeiter „Venticello“ dar.
Auch das Fernsehen nutzte seine Komik; neben einigen Shows wie „C'era una volta Roma“ und „Sponsor City“ hatte er eine eigene Sendung (wieder unter Pingitore), Bombolo: un comico preso dall'osteria.
Bombolo starb in einer römischen Taverne an einem Herzstillstand. Sein Grabstein auf dem Cimitero Flaminio trägt die Inschrift: “Adieu Bombolo, Herz Roms”.

## Filmografie (Auswahl)
- 1976: Nerone
- 1976: Hippie Nico von der Kripo (Squadra antifurto)
- 1977: Messalina – Kaiserin und Hure (Messalina, Messalina!)
- 1977: Der Superbulle schlägt wieder zu (Squadra antitruffa)
- 1978: Der Superbulle jagt den Paten (Squadra antimafia)
- 1979: Der Superbulle jagt den Ripper (Assassinio sul Tevere)
- 1980: Elfmeter für den Superbullen (Delitto a Porta Romana)
- 1981: Carabinieri … ab in die Polizeischule (I carabbinieri)
- 1981: Männer mögen's heiß (Tutta da scoprire)
- 1981: Ein nackter Po im Schnee (La settimana bianca)
- 1981: Ein Schlitzohr außer Rand und Band (Delitto al ristorante cinese)
- 1981: Zwei tote Hosen sahnen ab (Uno contro l'altro … praticamente amici)
- 1982: Das Schlitzohr vom Highway 101 (Delitto sull'autostrada)
- 1982: Das verrückteste U-Boot der Welt (Il sommergibile più pazzo del mondo)
- 1983: Formel I und heiße Mädchen (Delitto in Formula Uno)
- 1984: Ein Superesel auf dem Ku'Damm (Delitto al Blue Gay)
- 1985: Giuro che ti amo